# عبد الرحمن الفاتح (برنامج)
برنامج عبد الرحمن الفاتح برنامج ديني ووثائقي يحكي سيرة الشيخ عبد الرحمن السميط قام بتصويره الداعية والمؤرخ الشيخ عبد العزيز العويد في عدة دول أفريقية حيث التقى عدداً من الشخصيات التي تحدثت عن سيرة السميط وعمله الخيري الذي طاف به العديد من البلدان في القارة السمراء وأسلم على يديه نحو 11 مليون شخص، وثق البرنامج مسيرة الدكتور السميط الخيرية في أفريقيا على مدى ثلاثين عاماً قضاها في قراها وأدغالها وفيافيها بين فقرائها وأيتامها ومرضاها وأماكن الجفاف والمجاعات، حيث ساهم في أفريقيا بمشاريع خيرية تهدف إلى تنمية المناطق المقامة فيها من جهة، وتعمل على تحسين أوضاع شريحة كبيرة من سكانها الاجتماعية والاقتصادية والصحية من جهة أخرى.
استغرق التصوير عدة أشهر من المقدم حيث تنقل العويد بين عدة دول أفربقية، سلط الضوء في عشرين دقيقة - مدة الحلقة - على أبرز المحطات التي مر بها السميط من مولده إلى وفاته، وآثاره الدعوية والخيرية، وعلاقته بحكومة الكويت والحكومات الإفريقية، والجوائز المحلية والعالمية التي حصل عليها، ويتضمن إجراء لقاءات مع العديد من أقاربه وزملائه العاملين معه في الكويت والخليج والدول إلافريقية، العمل من إخراج ألطنبيك قاسمبايف، عرض العمل على قناة الوطن الكويتية،
والوطن بلس بتمام الساعة الـ 6 بتوقيت الكويت وعرض على قناة المجد بتمام الساعة الـ 8:30 .
يذكر أن البرنامج تم رفض عرض من قبل تلفزيون دولة الكويت مما اضطر العويد إلى عرضه على قنوات خليجية وخاصة قامت ببثه خلال شهر رمضان من عام 1435هـ - 2014 العويد ومن حسابه على تويتر بدا متفاجئاً من موقف تلفزيون الكويت، حيث أنه الأولى من غيره في عرض سيرة السميط مؤكداً أن إدارة التلفزين رفضت عرض البرنامج الذي يمتد على 30 حلقة طيلة الشهر رغم الموافقة المسبقة لوزير الإعلام الكويتي سلمان الحمود.